# Service compris
Pour plus de détails, voir Fiche technique et Distribution.
Service compris (Il domestico) est un film italien réalisé par Luigi Filippo D'Amico et sorti en 1974.

## Synopsis
À la fin de la Seconde Guerre mondiale, Rosario « Sasà » Cavadunni, intendant de Badoglio, est déporte en Allemagne où, grâce à sa débrouillardise, il réussit à faire face à toutes les situations.
Une fois la guerre terminée, il rentre en Italie et traverse trente ans de la vie italienne. Il est successivement domestique d'un producteur de cinéma qui s'enrichit grâce aux films néoréalistes, puis au service d'une famille romaine et enfin au service d'un couple libertin.
Il trouve un dernier emploi auprès d'un ingénieur milanais très riche et marié à une prostituée qu'il avait autrefois connue dans une maison close. Sasà devient l'homme de confiance de l’ingénieur bénéficiant des faveurs sexuelles de son épouse et de sa fille, mais sa promotion de domestique à secrétaire finira par lui coûter très cher.

## Fiche technique
- Titre français : Service compris
- Titre original : italien : Il domestico
- Réalisation : Luigi Filippo D'Amico, assisté de Mario Garriba
- Scénario : Sandro Continenza, Raimondo Vianello
- Production :	Medusa Film
- Distribution (Italie) : Medusa Film
- Photographie :	Sandro D'Eva
- Montage : Renato Cinquini
- Musique : Piero Umiliani
- Scenographie :	Ennio Michettoni, Franco Velchi
- Costumes : Luciana Fortini
- Genre : comédie
- Pays :	 Italie
- Année : 1974
- Durée : 105 min
- Date de sortie :
  - Italie : 4 octobre 1974
  - France : 18 juillet 1979

## Distribution
- Martine Brochard : Rita
- Lando Buzzanca : Sasà
- Arnoldo Foà : Ambrogio Perigatti
- Femi Benussi : Lola Mandragali
- Leonora Fani : Martina Perigatti
- Enzo Cannavale : Salvatore Sparano
- Erika Blanc : Silvana
- Malisa Longo : Esther
- Carla Mancini: une prostituée
- Luciano Salce : lui-même
- Gordon Mitchell : général Von Werner
- Paolo Carlini : Andrea Donati
- Silvia Monti : femme lesbienne
- Silvio Laurenzi : assistant de Luciano Salce
- Renzo Marignano : le mari homosexuel
- Silvia Monelli